# Роман польовий
Роман польовий (Anthemis arvensis L.) — вид квіткових рослин родини айстрові (Asteraceae). Видова назва arvensis («польовий») походить від лат. arvus — «оброблене (поле)».

## Опис
Одно- чи дворічна трав'яниста рослина, висотою 10–50 сантиметрів, зі стрижневим коренем. Має розгалужені голі стебла, червонуваті біля основи, далі зеленуваті. Листя перисте. Кошикової форми суцвіття має діаметр від 2 до 4 см. Зовнішні квіти білі, внутрішні — трубчасті, жовті. Зовнішні квіти відкриваються раніше. Плоди — гладка сім'янка.

## Екологія
Цвіте наприкінці весни. Існує запилення комахами і самозапилення.

## Поширення
Північна Африка: Алжир; Туніс. Кавказ: Грузія; Росія — Передкавказзя. Західна Азія: Єгипет — Синай; Туреччина. Європа: Білорусь; Естонія; Латвія; Литва; Молдова; Україна; Австрія; Бельгія; Чехія; Німеччина; Угорщина; Нідерланди; Польща; Словаччина; Швейцарія; Данія; Фінляндія; Ісландія; Ірландія; Норвегія; Швеція; Об'єднане Королівство; Албанія; Боснія і Герцеговина; Болгарія; Хорватія; Греція; Італія; Македонія; Чорногорія; Румунія; Сербія; Словенія; Франція; Португалія; Гібралтар; Іспанія [вкл. Канарські острови]. Натуралізований: ПАР, Японія, Австралія, Нова Зеландія, Канада, США, Чилі. Населяє сільгоспугіддя, пустки, канави й узбіччя.

## Галерея

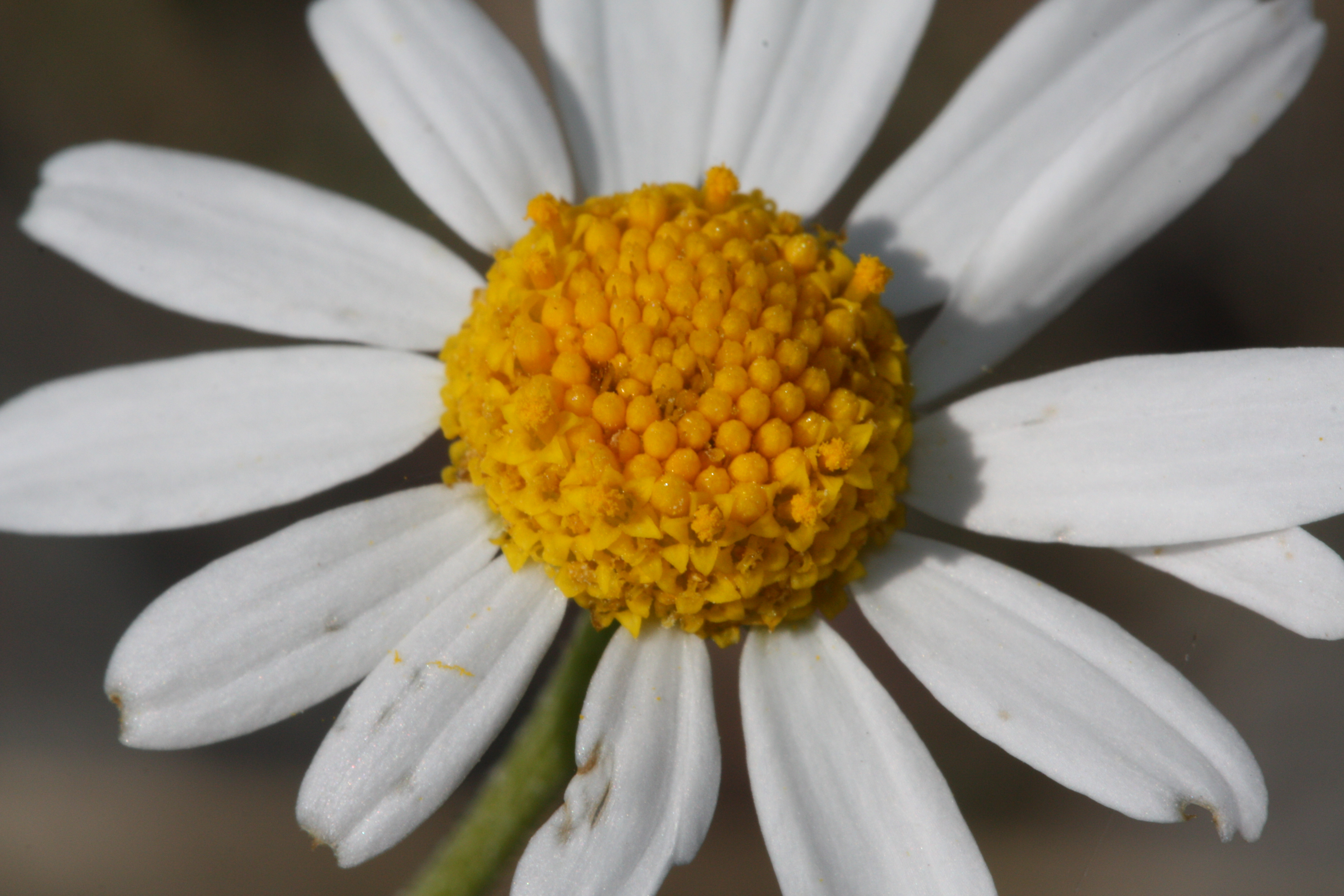
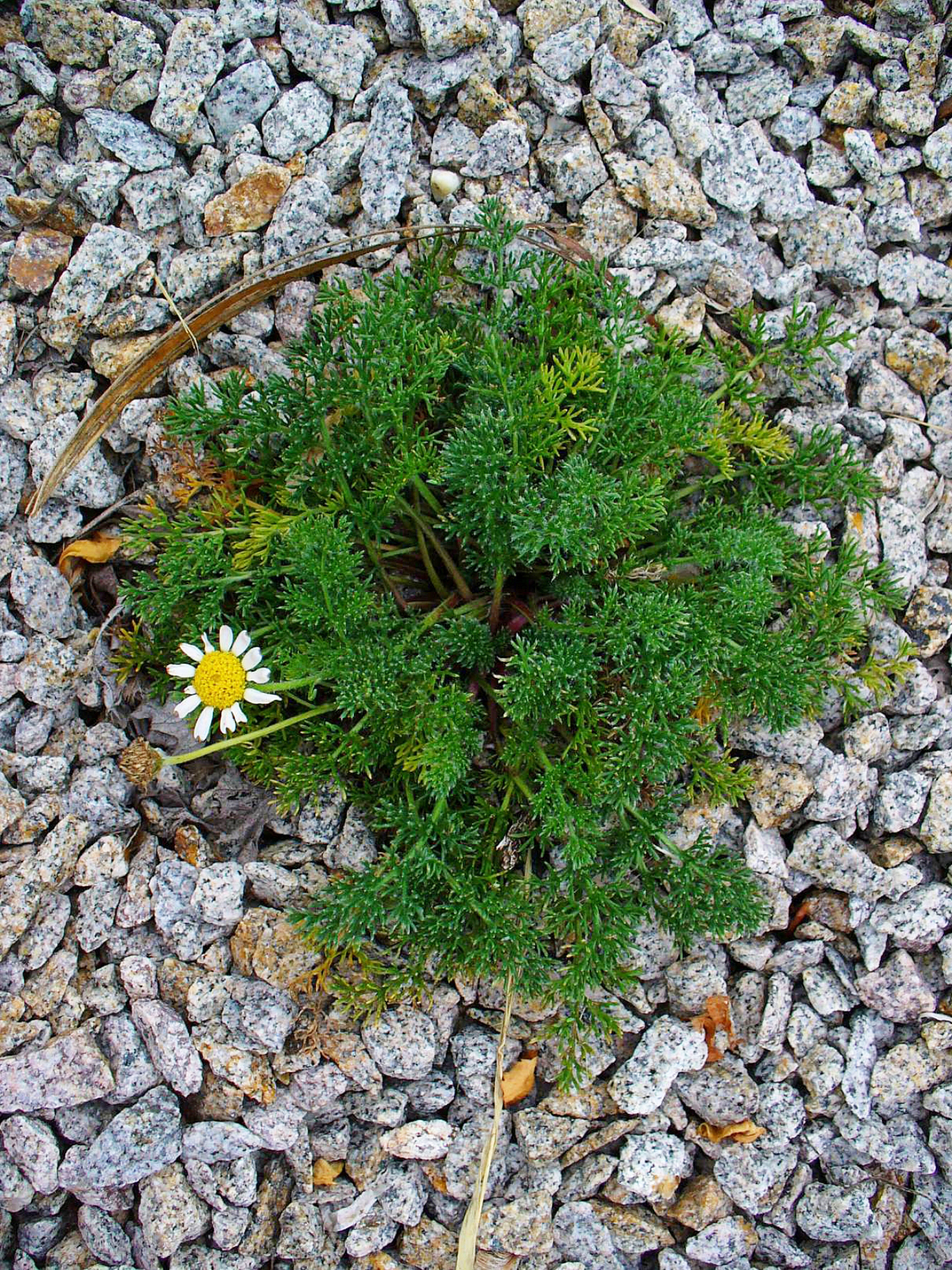
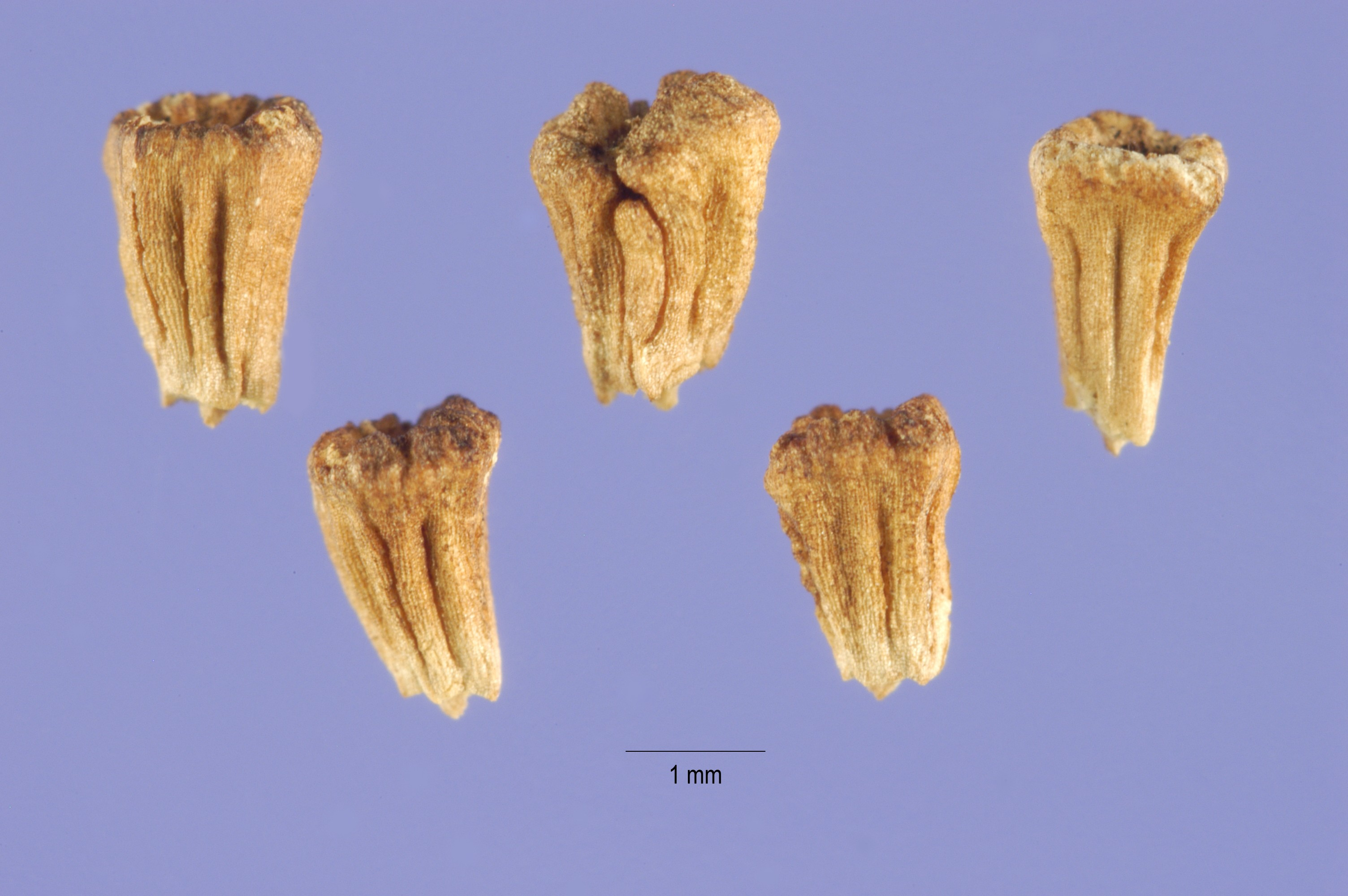
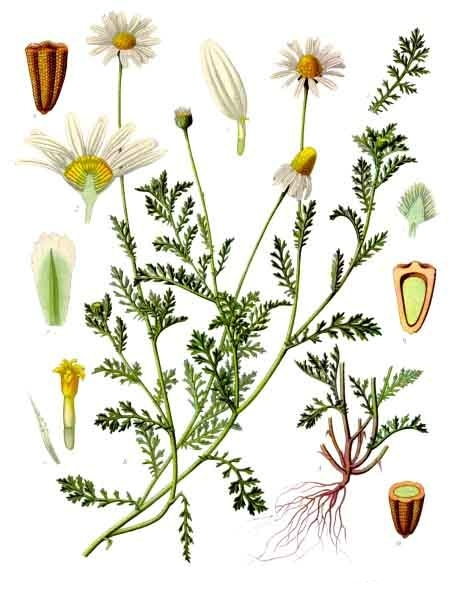

|  | Це незавершена стаття про айстрові. Ви можете допомогти проєкту, виправивши або дописавши її. |